# 中村直
中村 直（なかむら ただし、1912年11月27日 - 1996年8月3日）は日本の政治家。衆議院議員（1976年～）、岩手県知事（1979年～1991年）を務めた。身長180センチ、体重80キロ（1984年の記録）と大柄だった。

## 生涯
1912年、岩手県紫波郡紫波町で生まれる。岩手県農学校、産業組合学校を卒業後、産業組合職員などを経て1938年に岩手県職員となる。岩手県副知事や岩手銀行専務を経て、1976年の第34回衆議院議員総選挙で岩手県第1区から出馬し当選。2年3ヶ月の代議士生活の後、1979年に岩手県知事となって3期12年間を務めた。
鈴木善幸を政治の師と仰ぎ、知事在任中は三陸鉄道を鉄道としては全国で初の第三セクターにしているほか、岩手めんこいテレビの開局に尽力した。なお、1983年の岩手県知事選挙の際、リクルートが岩手県とともに経営していた第三セクター・安比総合開発の役員から後援会が現金約30万円を受け取っていた事がリクルート事件の際に問題となり、1989年3月6日の県議会の答弁でこれを認めた。高齢であることなどから4選を目指さず引退。1992年4月29日、勲二等旭日重光章を受章。1996年8月3日、心不全のため83歳で逝去した。
| 公職        | 公職                                    | 公職        |
| ----------- | --------------------------------------- | ----------- |
| 先代 千田正 | 岩手県知事 公選第9-11代:1979年 - 1991年 | 次代 工藤巌 |